# مقاطعة أوغل (إلينوي)
مقاطعة أوغل (بالإنجليزية: Ogle County)‏ هي إحدى المقاطعات في ولاية إلينوي في الولايات المتحدة الأمريكية. بلغ تعداد السكان طبقا لتقييم سنة 2000 هو 51032 نسمة.

## أعلام
- تشارلز إرفينغ مارتن
- سارة هاكيت ستيفنسون